# Turbolinux
Turbolinux（ターボリナックス）は、ターボリナックス社によって開発が行われていたLinuxディストリビューションである。Client 2008からはMandrivaと共同開発したManbo CoreのLinux Kernel、gccおよびbinutilsがもとになっていた。
開発元であったターボリナックス社の解散により、現在の開発元は中国TurboLinux 北京拓林思软件有限公司である。

## 概要
米Pacific HiTech（その後の米Turbo Linux）で開発が始まり、1997年から日本のパシフィックハイテックによって日本国内におけるパッケージ販売が行われた。その後、ターボリナックス ジャパン（後のターボリナックス）が事業を買い取り、開発・販売が続けられた。
日本市場ではRed Hatに先行して発売されていたことや、日本を含め、中国、韓国など主にアジアのマルチバイト文字圏で商用展開を行っていた。
比較的早い段階でのLinuxカーネル2.6の採用や、Windows Mediaを再生できるソフトウェアを同梱したパッケージの販売、AMD64へいち早く対応した。Microsoft Windowsとの互換性強化にも積極的に取り組んでいた。
パッケージにはricoh-gothicなどの非フリーなコンポーネントを含んでいたが、その後、非フリーなコンポーネントはnon-freeリポジトリに分離された。インストーラにはAnaconda派生の独自インストーラMongooseを使っていたが、その後はAnacondaを採用した。ブラウザは商標・ライセンスの問題からかFirefox 3.0派生のTurbolinux WebNaviが入っていた。また、メディアプレイヤーにはWindows Mediaに対応した、Kaffein派生のTurbo メディアプレーヤーが入っていた（DVDやDRMはサポートされていなかった）。また、独自のパーティションツール、TFDiskがあった。
2008年の8月には、多くのユーザーへの体験を目的として有償のフォントやソフトウェアを除いた無償のTurbolinux Client 2008 Live Editionが公開された。ダウンロードや雑誌への添付などを含めて累計出荷本数は15万本を超えた。
日本国内ではLinuxディストリビューションのあり方の大きな変遷にTurbolinux FUJI以降の開発者、ユーザ間の対立や相次いだ提携企業の失態が重なり、Turbolinux Client 12.5以降新たな発表は無くなくった。まもなくして純国産ディストリビューションとしてのTurbolinuxの開発は終了した。
中国国内ではTurbolinux13の中国版にあたるGreatTurbo Enterprise Server 13を2014年12月1日に発売しており、その後の2016年には13.2へのアップデートを提供している。Turbolinux13はGreatOpenSourceによって開発が行われていた。
現在はHUAWEIと共同で開発を継続、2020年にopenEulerとコアを共通化したTurbolinux EnterpriseServer 15を発売している。中国 拓林思のホームページは長らくページ内の至る箇所に「建設中」と称してループリンクを設置しており、「立即下载」のボタンを押しても同OSのダウンロードは不可能となっていたが、同年6月8日よりフリーダウンロードが可能となった。7月3日に更新されたビルドともども公開されている。
Turbolinux 15は中国製とはいえ標準状態で日本語の表示・入力変換にも対応している。インストーラに最新版のAnacondaを、パッケージ管理にRPM（dnfおよびyum）を使用しているなど、国産時代の資産を継承する点も多いが、一方でマイクロソフトとのライセンスによる高い互換性「Windowsability」や、ATOK等の商用パッケージ、（既に置換えられてコマンドだけになっていたとは言え）特徴であった独自設定ツールのTurbotoolsに関しては一切を有しないなど切捨てられた機能も見受けられる。
なお、現在ダウンロードできるEverything-Release版は、yumリポジトリをセットアップCD-ROM内のみしか記述していないため、インターネットからのyumによるパッケージの取得はできないが、ユーザ自身で追記すればRed Hat系のリポジトリを流用できる場合がある。

## 歴史
デスクトップ向けのディストリビューションの他、サーバやWebクラスタリングに特化したディストリビューションも発売していた。
- 1997年12月 - Turbolinux日本語版1.0 発売
- 1998年10月22日 - Turbolinux日本語版3.0発表（12月5日発売）[4]
- 1999年3月18日 - Turbolinux Server 日本語版 1.0 出荷開始
- 2000年1月10日 - 中国でTurbolinuxの販売実績が Windows 98を上回ったと発表
- 2000年2月22日 - TurboCluster Server 4.0J 発売
- 2000年3月22日 - IA-64対応Turbolinuxを公開。IA-64に対応した初のディストリビューションとなる
- 2000年4月7日 - Turbolinux Workstation日本語版6.0発売開始。初回限定でVMware Expressを同梱
- 2000年5月11日 - Turbolinux Server日本語版 6.1 発表
- 2000年7月12日 - Oracle8i対応OSとしてTurbolinux Server日本語版 6.1が認定される
- 2002年5月30日 - United Linuxの共同開発を発表
- 2002年11月20日 - United Linux 1.0を発表
- 2003年4月23日 - Turbolinux 8 for AMD64を発表
- 2003年10月2日 - Linuxカーネル2.6を搭載したTurbolinux 10 Desktopを発表
- 2004年4月27日 - Windows Mediaに対応したTurboメディアプレイヤーを発表。同日発表のTurbolinux 10F...にバンドルされる
- 2004年10月20日 - 「ターボリナックス ホーム」を発表（11月12日発売）。富士ソフトの年賀状作製アプリケーション筆ぐるめを共同でLinuxに移植してバンドルした
- 2005年8月5日 - Turbolinux 10 Desktop をもとにカスタマイズした Turbolinux PersonalおよびPersonalにマルチメディア機能を追加したTurbolinux Multimediaをソースネクストから発売
- 2005年9月27日 - デュアルコア対応のTurbolinux 10 Server x64 Editionを発表（10月14日発売）
- 2005年10月20日 - Turbolinux FUJI (version 11) を発売（11月25日発売）
- 2007年11月30日 - Turbolinux 11 Serverを発売
- 2008年8月 - 無償のTurbolinux Client 2008 Live Editionを発表
- 2008年8月29日 - Turbolinux Client 2008を発売
- 2010年4月21日 - Turbolinux Client 2008サービスパック１を提供開始
- 2012年7月25日 - Turbolinux Client 12.5を発表（8月29日発売）
- 2015年8月25日 - Turbolinux Client 12.5のメンテナンスを終了
- 2017年11月29日 - Turbolinux 11 Serverのメンテナンスを終了[5]
- 2019年12月31日 - ターボリナックス社解散。ソフトウェア流通事業をコネクト株式会社[6]、Turbolinux関連をターボシステムズ社[7]に各々移管した。
- 2020年6月8日 - Turbolinux Enterprise Server 15のフリーダウンロードを公開